# Traducció amateur

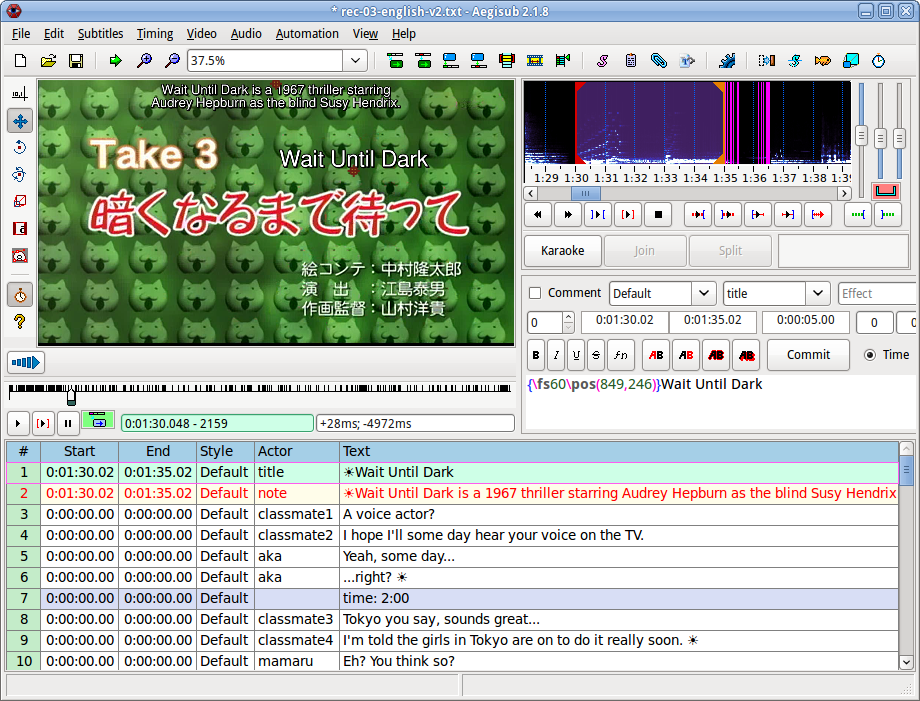
Editor de subtítols Aegisub

S'entén per traducció amateur  o fanlation aquella traducció no oficial de diferents mitjans de comunicació realitzada per gent no professional o amateur i que normalment es realitza a una llengua la qual no té disponible la versió oficial de la traducció.
Tal com apunten Díaz Cintas i Muñoz en el seu article “Fansubs: Audiovisual Translation in an Amateur Environment”, des de finals del segle XX i de la mà del boom que van experimentar els animejaponesos, comença a aparèixer un nou tipus de subtitulació feta per persones considerades com no professionals dins del camp a causa d'una suposada manca de formació específica.
Aquestes persones fan la traducció per plaer, de manera desinteressada i gratuïta per tal de compartir-la amb la resta de la comunitat de fans i poder accedir a un producte audiovisual concret. Per oposició a la pràctica professional, se la coneix com a subtitulació amateur.

## Inicis de la traducció amateur
- Els orígens[4] de la traducció amateur daten de mitjans dels anys vuitanta, arran de la proliferació de les sèries d'anime o manga al Japó. L'objectiu era fer arribar aquests productes audiovisuals als aficionats dels Estats Units mitjançant la traducció i subtitulació per part d'afeccionats a les sèries i oferir-les a l'estranger.
- A l'abril de 1993, Dennis Lardenoye i Ron Bouwland, dos aficionats holandesos de MSX, van començar a traduir jocs japonesos en anglès i van crear FutureDisk,[5] una revista de MSX que informava de notícies provinents del Japó. Van començar a treballar en la traducció de SD Snatcher, Dragon Slayer: The Legend of Heroes, entre altres obres.
- El 1996, s'inicien les traduccions del jocs de consola i com a principal joc es comença a traduir la sèrie Final Fantasy.
- Del 1997 fins a l'actualitat, diversos hacker's s'han iniciat en la traducció de videojocs. A més, diferents grups i corporacions s'han anat creant i eliminant i alguns d'ells com AGTP[6] s'han especialitzat en la traducció de jocs d'ordinador.
- Paral·lelament, la subtitulació dels anime i de les sèries en línia han anat guanyant quota de mercat, ja que han tingut una gran acceptació per part dels espectadors perquè són productes de curta durada, de 20 a 60 minuts, i perquè estan disponibles a la xarxa poc després d'haver-se estrenat.

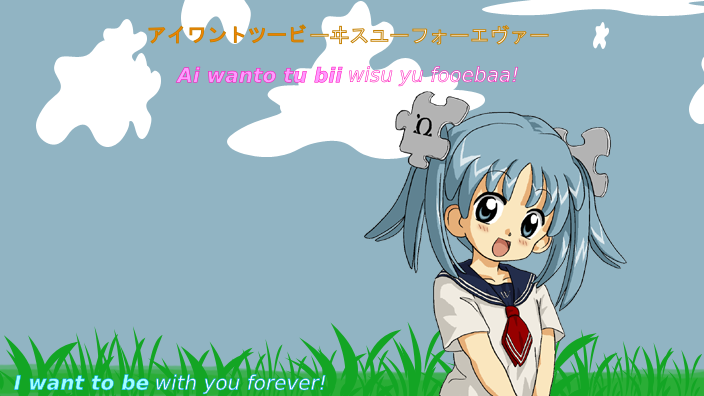
Exemple de fansub d'una sèrie d'animació japonesa anime.

## Mitjans de comunicació
Les principals àrees de traducció amateur són:
- Subtitulació no professional, popularment coneguda com a fansubbing: traducció i subtitulació de pel·lícules, programes de televisió i altres mitjans similars.[7] Per va moltes llengües, el producte amb el qual es treballa més són les pel·lícules de Hollywood i les sèries de televisió nord-americanes. No obstant, els fansubs[8] que es realitzen en anglès en gran part provenen de les produccions d'entreteniment realitzades a l'est asiàtic, particularment dels dibuixos animats japonesos anime[9] i dels tokusatsu, que són sèries d'acció de ciència-ficció.
- Traducció amateur de videojocs. Aquesta pràctica va créixer amb l'auge dels videojocs, especialment amb els jocs d'emulació de les consoles, a finals de 1990 i encara té una gran demanda principalment en els jocs més clàssics. Aquestes traduccions es distribueixen normalment en forma de programaris no oficials que modifiquen els arxius binaris del joc original en binaris nous.
- Scanlation: és una combinació de dos processos (scan i translation) que componen aquesta tècnica. És utilitzada per difondre còmics per Internet, especialment de manga, i consisteix a escanejar les imatges del còmic, traduir els textos a un altre idioma i finalment substituir els textos originals digitalment. Un mètode alternatiu de distribució d'aquest art seqüencial és la distribució només del text traduït, requerint que els lectors comprin un exemplar de l'obra en l'idioma original.
- Traducció amateur d'obres de ficció, particularment d'històries curtes, tot i que de vegades també es tradueixen novel·les[10] completes.

## Mitjans de distribució
Internet és el principal mitjà de distribució de sèries i pel·lícules, tot i que també existeix un petit mercat de distribució en CD, DVD i fins i tot en VHS. En el cas de la distribució per Internet hi ha dues possibilitats:
- aconseguir les imatges i subtítols incrustats, és a dir, en un sol paquet, o bé,
- aconseguir les imatges per un costat i els subtítols per un altre, de manera independent.

## Exemples d'obres de traducció amateur

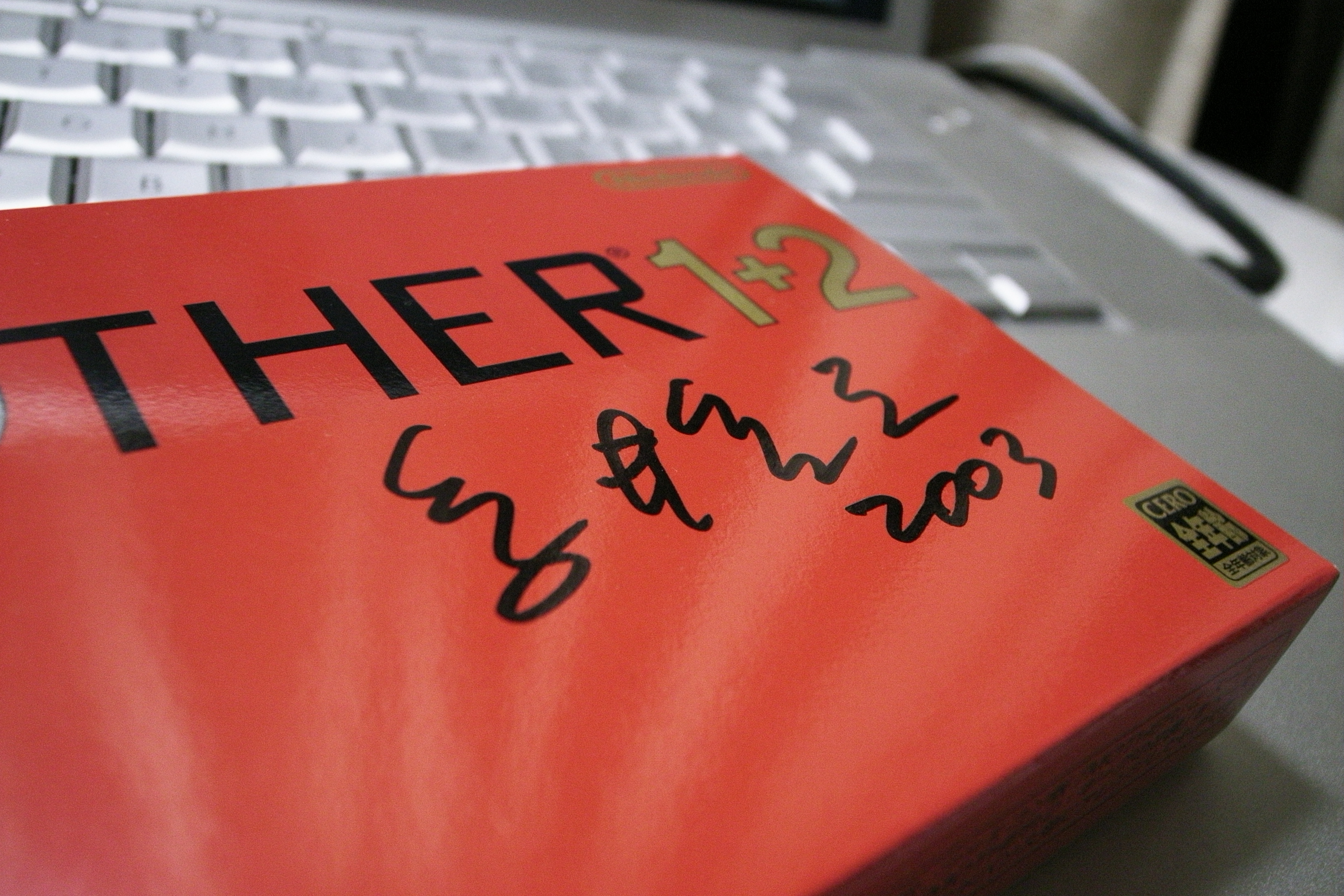
Traducció de "Mother series 1 i 2" signat pels seus autors

Moltes són les traduccions fetes per gent amateur i aquí en tenim una petita mostra.

### Traducció de jocs
- Final Fantasy
- Mother 3
- Sakura Taisen
- Captain Rainbow.

### Literatura
- Phenomena
- The Nutcracker and The Mouse King
- Digital Devil Story

### Sèries d'animació
- Little Busters
- Clannad
- Planetarian